# Petre Lupu (politician)
Petre Lupu (născut Pressman) (n. 25 octombrie 1920, Iași, România – d. 30 iunie 1989, București, România) a fost un politician, activist comunist român de origine evreiască.
În anul 1939 a devenit membru al Partidului Comunist din România.
A deținut funcțiile de secretar al CC al UTM (1948-1950), membru al CC al PMR/PCR (1955-
1984) și al Comitetului Politic Executiv (1965-1984), responsabil al secției organizatorice a partidului, ministru al Muncii între 1969-1977, președintele Colegiului Central al Partidului între 1977-1984. 
Petre Lupu a fost, de asemenea, prim-adjunct al Direcției Organizatorice a Comitetului Central, condusă de Ceaușescu și  șef  la secția Organizații de Masă (prin 1961). . În 1984 Petre Lupu a fost numit ambasador în Venezuela, până în 1987, iar apoi a fost ambasador în Portugalia.

## Studii
- Liceul la Iași (1939);
- Facultatea de Drept la Academia de științe Social-Politice „Ștefan Gheorghiu“;
- Facultatea de Economie; Academia de științe Social-Politice „Ștefan Gheorghiu“(1969);
- Universitatea Serală de Marxism-Leninism

## Distincții
- Ordinul Muncii clasa a II-a (21 august 1954) „pentru merite deosebite pe tărîmul construcției de stat, economice, sociale și culturale, cu ocazia celei de a zecea aniversări a eliberării patriei noastre”[4]
- Ordinul „23 August” clasa a II-a (12 august 1959) „pentru îndelungată activitate în mișcarea muncitorească, pentru contribuția activă la răsturnarea dictaturii militaro-fasciste și instaurarea regimului democrat-popular, pentru merite deosebite în opera de construire a socialismului”[5]
- Medalia „40 de ani de la înființarea Partidului Comunist din Romînia” (6 mai 1961) „pentru activitate îndelungată în mișcarea muncitorească și merite în opera de construire a socialismului”[6]
- Ordinul Muncii clasa I (4 aprilie 1962) „pentru merite deosebite în munca de colectivizare a agriculturii și întărirea economico-organizatorică a gospodăriilor agricole colective”[7]
- Ordinul „Steaua Republicii Populare Romîne” clasa a II-a (18 august 1964) „pentru merite deosebite în opera de construire a socialismului, cu prilejul celei de a XX-a aniversări a eliberării patriei”[8]
- Ordinul „Tudor Vladimirescu” clasa I (30 aprilie 1966) „cu prilejul celei de-a 45-a aniversări de la înființarea Partidului Comunist din România, pentru îndelungată activitate în mișcarea muncitorească și merite deosebite în opera de construire a socialismului”[9]
- Medalia „A XXV-a Aniversare a Eliberării Patriei” (4 august 1969) „pentru merite deosebite în lupta împotriva fascismului, în eliberarea țării, în războiul antihitlerist, în instaurarea puterii democrat-populare și construirea socialismului în Republica Socialistă România, cu prilejul celei de-a XXV-a aniversări a eliberării patriei”[10]
- titlul de Erou al Muncii Socialiste și medalia de aur „Secera și ciocanul” (4 mai 1971) „cu prilejul aniversării a 50 de ani de la constituirea Partidului Comunist Român, [...] pentru activitate îndelungată în mișcarea muncitorească și merite deosebite în opera de construire a socialismului în patria noastră”[11]
- Medalia „25 de ani de la proclamarea Republicii” (26 decembrie 1972) „pentru merite deosebite în opera de construire a socialismului, cu prilejul aniversării a 25 de ani de la proclamarea Republicii”[12]